# Günter Eilemann
Günter Eilemann (Keulen, 14 april 1923 - Keulen, 4 oktober 2015) was een Duitse (carnavals)schlagerzanger, accordeonspeler, presentator en de oprichter van het Eilemann-Trio.

## Carrière
Günter Eilemann was de zoon van een Keulse vertegenwoordiger en bezocht op middelbare leeftijd de muziekschool in Keulen, waar hij vanaf 1938 piano ging studeren. In de Tweede Wereldoorlog raakte hij aan het Zuidrussische front gewond en belandde daarvoor in een oorlogshospitaal in Italië. Tijdens oudejaarsavond in 1944 waren de officieren zo enthousiast over zijn swingmuziek, dat hij niet meer terug moest naar het front. De acteur en cabaretier Werner Finck bezorgde hem na de oorlog logies en optredens in een Amerikaanse officiersclub in Garmisch-Partenkirchen, waar hij zijn latere vrouw Ulla Rosenow leerde kennen. In 1947 keerde Eilemann terug naar zijn geboortestad en werkte daar tot 1951 als krantenverkoper voor de Kölnische Rundschau.
In 1952 formeerde Eilemann (accordeon), samen met Karl-Heinz Nettesheim (gitaar) en Horst Muys (contrabas), het Eilemann-Trio. Hun eerste schlager was het in het Keuls dialect gezongen nummer Eetz kütt et rut rut rut, geschreven door Klaus-Peter Urban in 1952, een parodie op de nieuwe verkeerslichten in Keulen. In 1956 werd de plaats van Karl-Heinz Nettesheim overgenomen door Willy Schweden (1928 – 2002) en in 1962 werd Horst Muys vervangen door Charly Niedieck (1930 – 1992) als bassist. Willy Schweden was ook actief als studiomuzikant voor artiesten als Paul Kuhn, Kurt Edelhagen, Botho Lucas en samen met Charly Niedieck speelde hij ook in het swingcombo Antik Swingers.
Het trio behoorde tot de elite van het Keulse carnaval. Ze hadden ook optredens bij Peter Frankenfeld, Hans-Joachim Kulenkampff en Hans Rosenthal. Na de dood van Charly Niedieck door een ongeluk in november 1992 werd het Eilemann-Trio door de oprichter zelf ontbonden.

## Privéleven
Eilemann was getrouwd met de meervoudige tenniskampioene Ulla Rosenow, met wie hij een dochter had. Ulla overleed in 1968 aan hartfalen. In 1972 trouwde hij met de Westfaalse  Karin Henschel. Günter Eilemann componeerde meer dan 200 liederen. Hij overleed op 4 oktober 2015 in de leeftijd van 92 jaar in een verpleegtehuis in de Keulse wijk Weiden. Zijn graf bevindt zich op het Keulse Melaten kerkhof.

## Discografie
- 1952: Eetz kütt et rut rut rut
- 1954: Du alter Räuber
- 1959: Vater ist der Beste
- 1960: Oh Heimat, wie bist Du so schön
- 1964: Sie will ja nach Sevilla
- 1973: Das gibt’s nur einmal
- 1973: Ich glaub’ ich bin der Leo
- 1976: Morgens Fango, abends Tango
- 1979: Archäologie
- 1980: O Mama, O Mama Mia O-O-O-Olympia
- 1983: Camelle Us Cölle
- 1987: Das Matterhorn

- Gemeinsame Normdatei: 134366077
- International Standard Name Identifier: 0000 0000 5753 3263
- MusicBrainz: eeddcb66-c5d7-494c-8ac0-e983a4f427a5
- Virtual International Authority File: 79593685
- WorldCat: E39PBJrgKHCrphJxX86jJVHDMP